# The Glam Years
The Glam Years è un album raccolta dei Jetboy, uscito il 20 novembre 2007 per l'etichetta discografica Cleopatra Records.

## Tracce
1. Little Teaser
2. In the Alley
3. Don't Mess With My Hair
4. Car Sex
5. On the Lips
6. Fire In My Heart
7. Bad Disease
8. Quick Draw
9. Losin' Streak
10. Cut Me Down
11. Feel the Shake (versione originale 1987)
12. White Rock Devil
13. High Gear
14. Bullfrog Pond
15. Moonlight
16. Groove Tube
17. Crank It Up
18. Slowgrind
19. Folsom Prison Blues (Johnny Cash Cover)
20. Feel the Shake (versione del 2007)
21. In the Alley (Traccia bonus)

## Formazione
- Mickey Finn - voce, armonica
- Fernie Rod - chitarra acustica, elettrica, solista
- Billy Rowe - chitarra ritmica, acustica, slide
- Sam Yaffa - basso, chitarra acustica, cori
- Ron Tostenson - batteria, cori